# Corriere d'Italia (1906-1929)
Il Corriere d'Italia fu un quotidiano italiano fondato a Roma nel 1906. Fu edito fino al 1929.

## Storia
Nel 1904 nasce il Giornale di Roma, quotidiano fondato da un gruppo di conservatori guidati dal principe Ugo Boncompagni Ludovisi, dal conte Carlo Santucci e dai vertici del Banco di Roma. In un periodo in cui la questione romana era ancora irrisolta (la Santa Sede e lo Stato italiano non avevano relazioni diplomatiche) il quotidiano sostiene il riconoscimento reciproco delle due parti. Nel 1906 avviene un cambio di proprietà. Il giornale cambia nome divenendo Corriere d'Italia, ma mantiene il direttore, Gaetano De Felice (1863-1936), e la stessa linea politica.
Nel giugno 1907 il giornale aderisce alla rete di quotidiani fondata da Giovanni Grosoli,  tramite la Società Editoriale Romana (S.E.R.). Il Corriere d'Italia fornisce agli altri giornali della rete le notizie riguardanti Roma e la cronaca parlamentare. Con la nuova direzione di Paolo Mattei Gentili, il Corriere d'Italia adotta una linea moderata, diventando il quotidiano cattolico più venduto del Paese.
Nel dicembre 1912 la Santa Sede giudica “non conformi alle direttive pontificie” i giornali della S.E.R. (Avvertenza del 2 dicembre 1912). Il disconoscimento causa uno sbandamento nei giornali del gruppo (Mattei Gentili si allontana volontariamente dalla direzione per un anno e mezzo). Solo dopo la morte di Pio X il precedente giudizio viene superato. Nel 1916 la rete di giornali di Grosoli passa ad una nuova società, l'«Unione Editoriale Italiana». Nel 1918 l'U.E.I. viene posta in liquidazione.
Nel gennaio 1919 viene fondato il Partito Popolare Italiano. Il Corriere d'Italia diretto da Paolo Mattei Gentili è tra i circa 20 quotidiani cattolici che aderiscono alla nuova formazione politica. Da gennaio a maggio 1919 è anche il primo quotidiano ufficiale del partito.
Nel 1923, anno critico per la stampa cattolica italiana, avviene il distacco tra il quotidiano e il partito cattolico. Il Partito popolare decide di non collaborare più con il governo; invece il Corriere d'Italia continua ad appoggiare la maggioranza guidata da Benito Mussolini. Paolo Mattei Gentili imprime al quotidiano da lui diretto una virata in senso conservatore, allontanandosi di fatto da don Sturzo.
A partire dal 1924 il quotidiano appoggia ufficialmente il Centro Nazionale Italiano, raggruppamento cattolico-nazionale fondato il 12 agosto di quell'anno.
Il Corriere d'Italia sopravvive alla legge che sopprime la libertà di stampa (31 dicembre 1925). Non sopravvive invece alla stipula dei Patti Lateranensi (11 febbraio 1929). Quell'anno, oltre al Corriere d'Italia, cessano le pubblicazioni altri due quotidiani cattolici a diffusione nazionale: L'Unità cattolica di Firenze e Il Momento di Torino.
L'ultimo numero del Corriere d'Italia esce il 20 settembre 1929.

## Direttori
- Gaetano De Felice (1906-1908)
- Paolo Mattei Gentili (1908 - dicembre 1912) (Mattei Gentili divenne direttore de facto già nel dicembre 1907)
- ... (gennaio 1913 - luglio 1914)
- Paolo Mattei Gentili (luglio 1914 - 20 settembre 1929)